# George Nichols (martyr)
Pour les articles homonymes, voir George Nichols et Nichols.
George Nichols, né à Oxford en 1555 et mort le 5 juillet 1589 dans la même ville, est un prêtre catholique anglais, accusé de trahison et exécuté sous le règne d'Élisabeth Ire.  

## Biographie
Né dans une famille anglicane, il est tout d'abord un brillant étudiant diplômé du Brasenose College de l'université d'Oxford. Il devient ensuite professeur à la St. Paul's School à Londres. Dans des circonstances inconnues il se convertit au catholicisme. Désirant se faire prêtre mais ne pouvant étudier la théologie catholique chez lui, il doit se rendre sur le continent pour sa formation théologique. Il rejoint Reims en compagnie de Thomas Pilchard en 1581 avant Rome et son collège anglais. Il est ordonné prêtre en 1583 à Reims par le Cardinal de Guise. De retour en Angleterre il exerce comme prêtre dans la région d'Oxford. Il semble pendant plusieurs années s'être adonné à la controverse avec des membres de l'université. Ce sont finalement les autorités de cette dernière qui le font arrêter. Il est alors envoyé à la prison de Bridewell à Londres, prison où il retrouve Richard Yaxley, prêtre comme lui, Thomas Belson et Humphrey Pritchard deux laïcs. Tous les quatre sont renvoyés à Oxford pour y être jugés. Ils sont condamnés à mort, les prêtres pour avoir été ordonnés à l'étranger (ce qui était devenu un crime), les deux laïcs pour félonie (punis pour avoir aidé des prêtres catholiques). George Nichols subit ainsi le traitement réservé au traître à savoir pendaison, éviscération et écartèlement. La sévérité de la peine pour des prêtres et l'horreur de l'exécution semblent avoir tellement choqué au point qu'aucune nouvelle exécution de la sorte ne sera ordonnée par la suite dans la ville,.

## Vénération
Reconnu comme un martyr catholique, George Nichols fut béatifié en 1987 par le pape Jean-Paul II. Il appartient au groupe des dits quatre-vingt-cinq martyrs d'Angleterre et de Galles béatifiés par ce dernier. Il est vénéré par l'Église catholique le 5 juillet.